# Barnes Railway Bridge
Il Barnes Railway Bridge è un ponte ferroviario classificato di Grado II nel distretto londinese di Richmond upon Thames e i quello di Hounslow. Attraversa il fiume Tamigi a Londra in direzione da nord-ovest a sud-est a Barnes. Trasporta la Hounslow Loop Line della South Western Railway e si trova tra le stazioni di Barnes Bridge e Chiswick. Può essere attraversato anche a piedi ed è uno dei soli tre ponti di Londra che combinano l'uso pedonale e ferroviario; gli altri sono Hungerford Bridge e Golden Jubilee Bridges e Fulham Railway Bridge.
Il ponte originale in questo luogo fu costruito alla fine del 1849 secondo un progetto realizzato dall'ingegnere civile Joseph Locke. Questa struttura, che consisteva in due coppie di campate ad arco in ghisa, aveva una notevole somiglianza con l'originale ponte ferroviario di Richmond, anch'esso progettato da Locke. Il 22 agosto 1849 il ponte Barnes fu aperto al traffico ferroviario. Sebbene l'incarnazione di Barnes Bridge di Locke fornisse un servizio relativamente senza problemi, non venne utilizzato dal 1890. Durante l'ultimo decennio dell'Ottocento vi fu un timore riguardo all'idoneità dei ponti in ghisa a seguito del crollo di una di queste strutture. Pertanto, fu deciso di costruire un successore dell'originale Barnes Bridge.
Durante gli anni 1890, fu costruito un ponte sostitutivo più ampio, progettato da Edward Andrews, da Head Wrightson per conto della London &amp; South Western Railway. Questa struttura, costruita direttamente accanto al suo predecessore, comprendeva tre campate di travi ad arco in ferro battuto, che trasportavano una coppia di binari ferroviari attraverso il fiume. In contemporanea venne aggiunta anche una passerella pedonale. La campata originale di Locke rimane in piedi lungo il lato a monte della sua sostituzione, ma non è utilizzata da alcun traffico. Nel 1983, Barnes Bridge è stato designato struttura classificata di Grado II. Negli anni 2010, il Barnes Bridge è stato temporaneamente chiuso ai pedoni durante l'annuale Oxford e Cambridge Boat Race per evitare un eccessivo affollamento sulla struttura.

## Storia

### Costruzione
Durante gli anni 1840, la London and Southampton Railway Company, che in seguito fu ribattezzata London and South Western Railway Company, iniziò lo sviluppo di una nuova linea ferroviaria, che correva tra Nine Elms e Richmond. Alcuni anni dopo, si decise che questa linea dovesse essere estesa fino a Windsor. La nuova estensione includeva l'aggiunta di un anello dal villaggio di Barnes a Chiswick e Hounslow, che rese necessaria la costruzione di quello che sarebbe diventato noto come Barnes Bridge sul fiume Tamigi. Prima della costruzione di questa struttura, Barnes, che all'epoca era un piccolo insediamento, non aveva un attraversamento del fiume.
La responsabilità della progettazione fu assegnata al noto ingegnere civile Joseph Locke, che progettò anche diverse altre strutture lungo il percorso, incluso il simile Richmond Railway Bridge. Al fine di raggiungere l'altezza legale richiesta del ponte al di sopra del livello di marea alta del Tamigi, in modo da evitare che la struttura interferisse con il passaggio del traffico fluviale tradizionale, Locke stabilì che sarebbe stato necessario arginare il fiume. Inoltre, per accogliere la costruzione del ponte lungo il lato sud del fiume, dovettero essere demolite diverse proprietà all'interno di The Terrace, una strada di modeste case georgiane, per fornire uno spazio libero sufficiente, poiché la struttura e le linee di collegamento passavano direttamente attraverso la tenuta.
Come progettato da Locke, il ponte Barnes consisteva in due coppie di campate ad arco in ghisa, che avevano una lunghezza di 36,57 metri e un'altezza di 3,66 metri. Ogni arco era stato fuso in quattro sezioni individuali, mentre ogni campata era rafforzata tramite sei nervature ad arco in ghisa, che avevano una profondità di 915 mm. Queste campate erano sostenute da pilastri in mattoni, che erano rivestiti in pietra di Bramley Fall, e sostenevano un ponte composto da legno attraverso il fiume. Nel 1846, Fox Henderson & Co furono nominati appaltatori per la costruzione della struttura e poco dopo iniziarono i lavori per la sua costruzione. Il ponte fu completato e ufficialmente inaugurato il 22 agosto 1849. Tuttavia, ai giorni nostri, mentre gli elementi dell'incarnazione di Locke del Barnes Bridge rimangono in situ, non è più utilizzato per il traffico ferroviario, essendo stato sostituito da una struttura più nuova costruita accanto.

### Ampliamento e ricostruzione
Verso la fine del XIX secolo, diversi ingegneri e funzionari erano giunti a mettere in dubbio la durata della vita praticabile e la stabilità a lungo termine delle strutture in ghisa, come l'originale Barnes Bridge. Questi timori erano stati in gran parte motivati dal crollo di una campata in ghisa lungo la Brighton Main Line nel 1891. In mezzo a queste preoccupazioni, nel luglio 1891, fu approvato un atto del Parlamento per la sostituzione del ponte Barnes con una struttura composta principalmente da ferro battuto.
Tuttavia, come conseguenza del forte desiderio dell'azienda che i servizi ferroviari continuassero sulla struttura esistente durante la costruzione del nuovo ponte, la nuova incarnazione del ponte Barnes venne realizzata accanto e fu così evitata la necessità del completo smantellamento del ponte originale di Locke. Di conseguenza, dopo il completamento della nuova struttura, è rimasta un'unica coppia completa di campate del ponte originale, insieme a una campata dell'altra coppia direttamente adiacente alla prima campata.
Il nuovo Barnes Bridge venne progettato dall'ingegnere civile Edward Andrews e costruito dall'appaltatore Head, Wrightson & Co. Era costituito da tre campate di travi ad arco in ferro battuto, sostenute da pilastri e spalle estesi. Nel 1894 iniziarono i lavori per l'ampliamento delle spalle e dei pilastri in laterizio; la nuova struttura fu completata l'anno successivo. In concomitanza con questo lavoro venne aggiunta alla struttura anche una passerella pedonale, della larghezza di 2,4 metri. Sia la passerella che la seconda incarnazione di Barnes Bridge sono rimasti in uso fino ai giorni nostri.
La presenza del Barnes Bridge ha costretto la deviazione del Thames Path, una passerella pedonale lungo le rive del Tamigi, in quanto lo spazio tra il ponte e il fiume è limitato al punto da non poter prevedere un sentiero pedonale tradizionale. Nel novembre 2017 è stata presentata una domanda di permesso di pianificazione all'Hounslow London Borough Council che ha proposto la costruzione di una passerella pedonale su misura che si estende lungo la riva del Tamigi sotto il Barnes Bridge, come mezzo per eliminare la necessità di un percorso diversivo in futuro. Inoltre, sono stati proposti piani per il riutilizzo della struttura Locke da tempo fuori uso, che dovrebbe essere convertita in una passerella da giardino. Secondo quanto riferito, l'ambizione ha attirato il sostegno della società di infrastrutture di rete nazionale Network Rail.

### Gara nautica universitaria

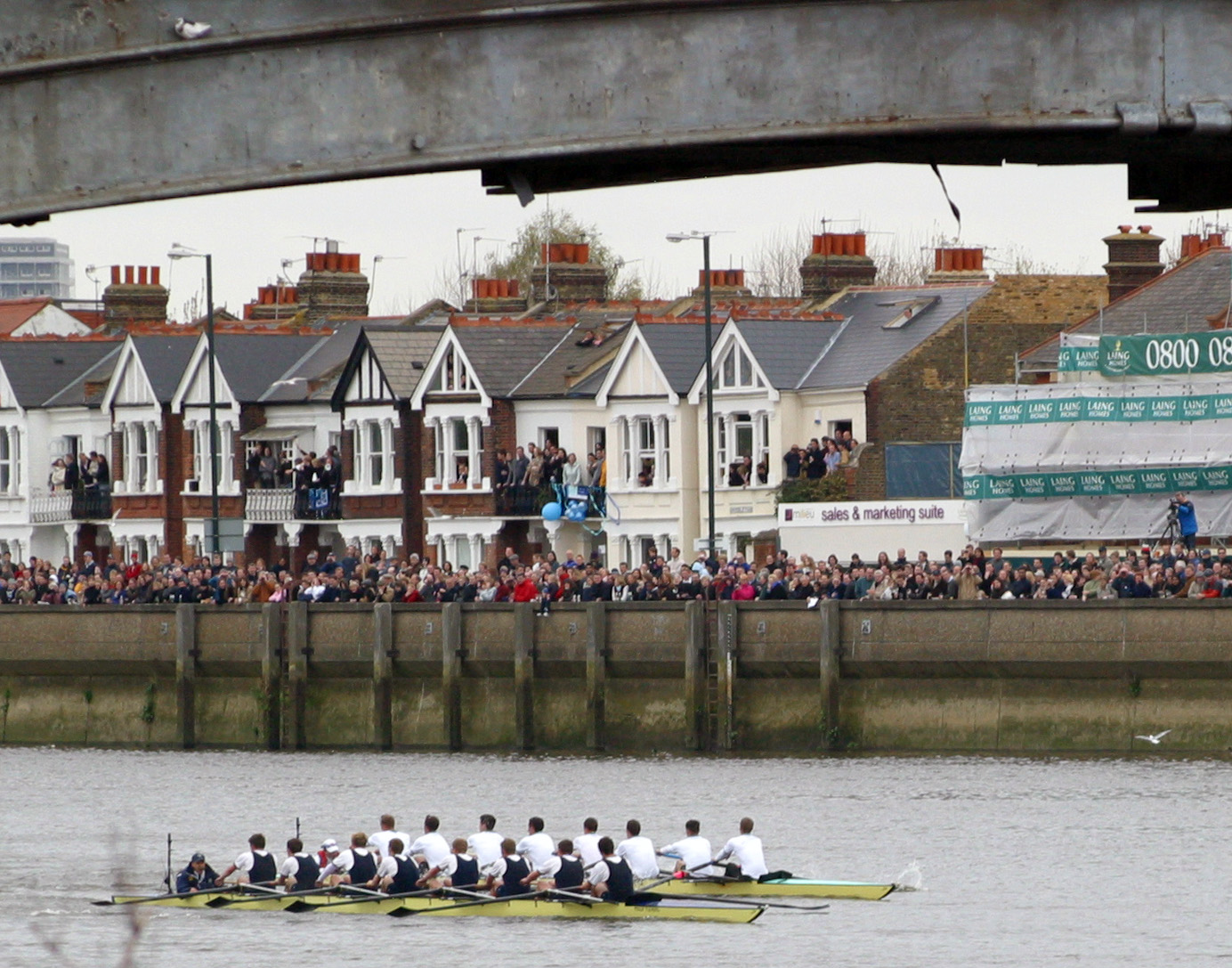
la Regata Oxford-Cambridge in avvicinamento al ponte di Barnes vista dalla sponda del Middlesex (nord) nel 2003. Oxford alla fine ha vinto per un soli 30 cm.

Nel tempo, il Barnes Bridge è diventato un punto di riferimento riconoscibile sul Tamigi. Viene comunemente citato durante l'annuale Regata Oxford-Cambridge, dove è stato suggerito che l'equipaggio in vantaggio a questo punto vincerà la regata. Durante il 2003, gli equipaggi in competizione erano in una posizione quasi uguale avvicinandosi al ponte e alla fine Oxford vinse la gara per un soli 30 centimetri. 
In riconoscimento della sua associazione con le regate, lo stemma presente sul Barnes Bridge include un remo azzurro (che rappresenta l'Università di Cambridge) e uno blu scuro (che rappresenta l'Università di Oxford). Durante la prima metà del XX secolo, per la compagnia ferroviaria divenne consuetudine vendere i biglietti agli spettatori per l'accesso al ponte come mezzo per generare entrate dalla fornitura di un punto di osservazione unico. Tuttavia, negli ultimi anni il ponte Barnes è stato intenzionalmente chiuso al traffico pedonale durante la gara di barche per motivi di pubblica sicurezza.

## Galleria d'immagini

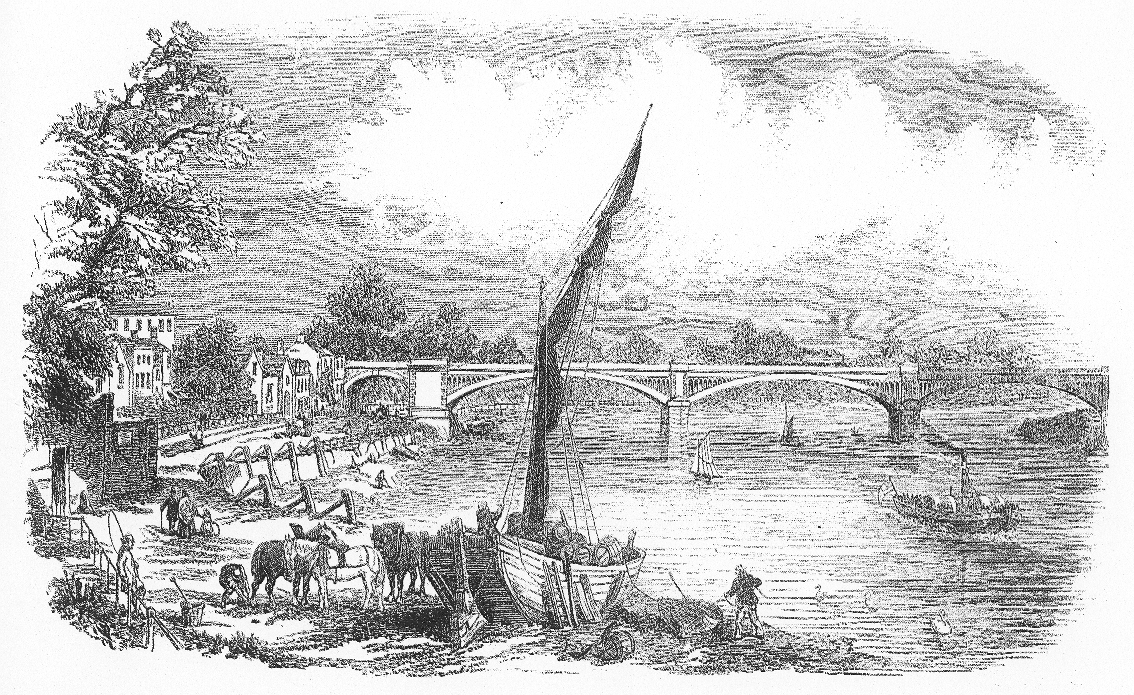
Il primo ponte Barnes, c. 1849
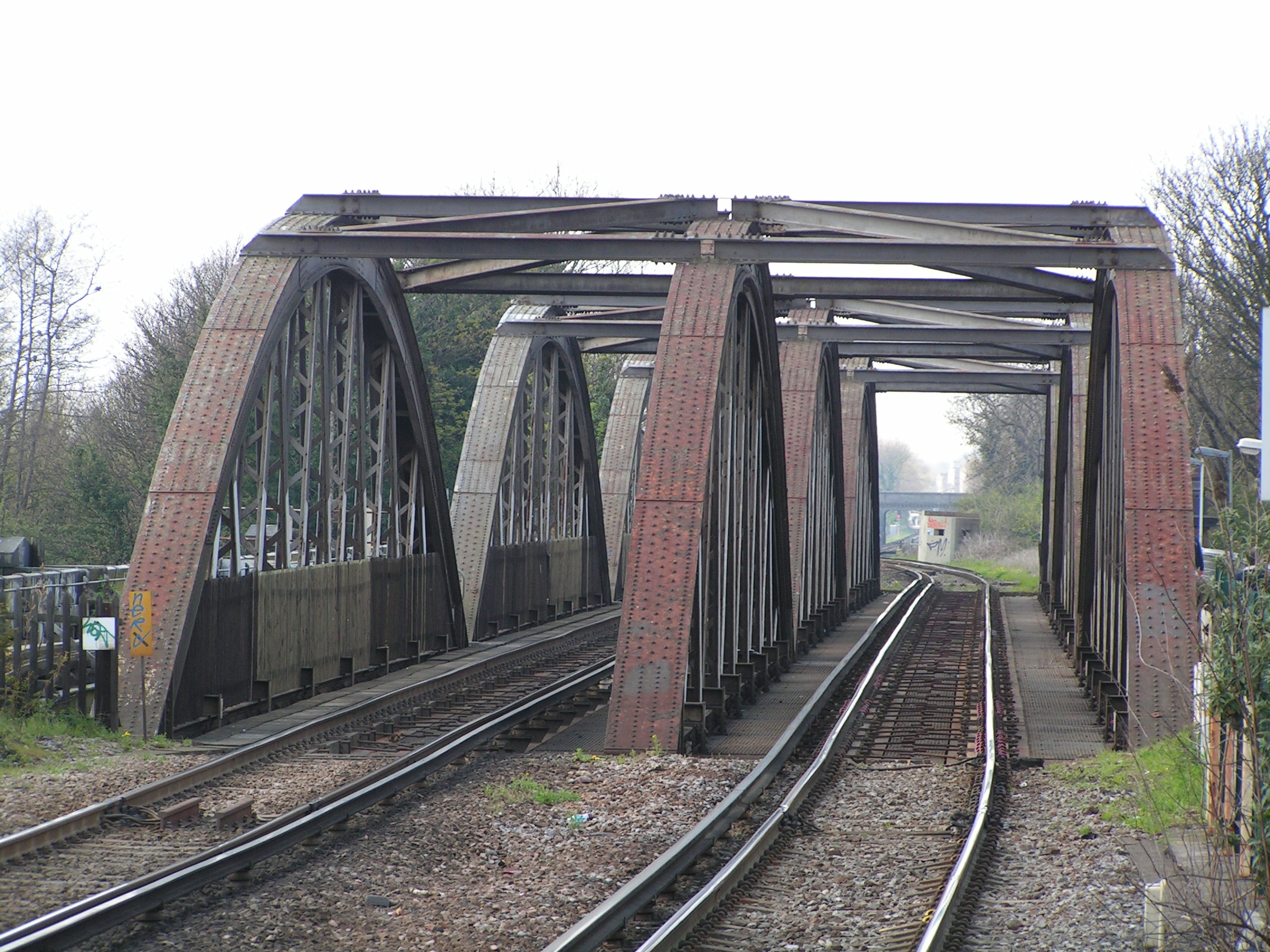
L'attuale ponte dalla stazione di Barnes Bridge
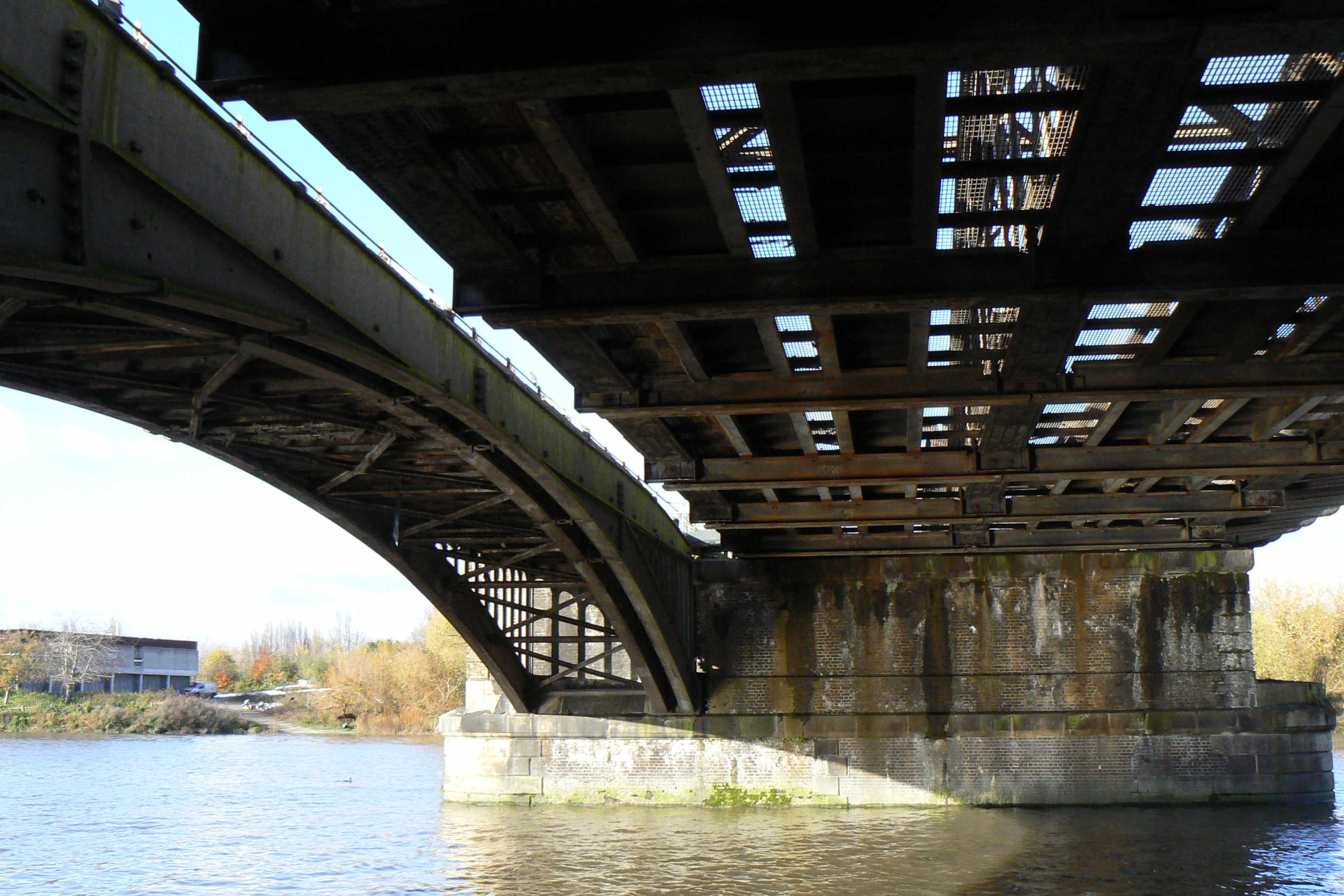
Barnes Railway Bridge - vista sotto i ponti che mostra la vecchia campata in disuso sulla sinistra